# Tchang-šan
Tchang-šan (čínsky pchin-jinem Tángshān, znaky 唐山) je městská prefektura v Čínské lidové republice. Leží v provincii Che-pej. Celá prefektura má rozlohu 13 994 čtverečních kilometrů a v roce 2020 v ní žilo téměř sedm a tři čtvrtě milionu obyvatel.
Město bylo z větší části zničeno při zemětřesení v roce 1976, při kterém zahynulo přes čtvrt miliónu lidí. Většina města byla poté znovu nově vybudována. Poblíž města se nachází jedna z císařských hrobek dynastií Ming a Čching, které jsou společně s ostatními od roku 2000 zapsány pod souhrnným názvem Císařské hrobky dynastií Ming a Čching na seznamu Světového dědictví UNESCO.

## Správní členění
Městská prefektura Tchang-šan se člení na čtrnáct celků okresní úrovně, a sice sedm městských obvodů, tři městské okresy a čtyři okresy. 
Administrativní obvod Chan-ku a Ekonomická rozvojová zóna Lu-tchaj jsou částí městského obvodu Pin-chaj v Tchien-ťinu, nicméně jsou pod správou obvodu Lu-nan.
| 2 Lu-pej Ku-jie 1 Feng-nan Feng-žun Cchao-fej-tien městský okres · Cun-chua městský okres · Čchien-an městský okres · Luan-čou okres · Luan-nan okres · Lao-tching okres · Čchien-si okres · Jü-tchien 3 4 1. Kchaj-pching 2. Lu-nan 3. administrativní obvod Chan-ku 4. ekonomická rozvojová zóna Lu-tchaj |          |                       |             |                                         |
| Název | Název    | Počet obyvatel (2020) | Rozloha km² | Hustota zalidnění (obyv. na km²) (2020) |
| český přepis | znaky    | Počet obyvatel (2020) | Rozloha km² | Hustota zalidnění (obyv. na km²) (2020) |
| Městské obvody |          |                       |             |                                         |
| Lu-nan | 路南区   | 430 312               | 362         | 1 190                                   |
| Lu-pej | 路北区   | 954 590               | 168         | 5 672                                   |
| Ku-jie | 古冶区   | 317 932               | 253         | 1 259                                   |
| Kchaj-pching | 开平区   | 279 432               | 242         | 1 153                                   |
| Feng-nan | 丰南区   | 552 532               | 1 279       | 432                                     |
| Feng-žun | 丰润区   | 800 740               | 1 219       | 657                                     |
| Cchao-fej-tien | 曹妃甸区 | 352 069               | 1 431       | 246                                     |
| Městské okresy |          |                       |             |                                         |
| Cun-chua | 遵化市   | 707 047               | 1 509       | 469                                     |
| Čchien-an | 迁安市   | 776 752               | 1 230       | 632                                     |
| Luan-čou | 滦州市   | 520 102               | 1 015       | 512                                     |
| Okresy |          |                       |             |                                         |
| Luan-nan | 滦南县   | 508 538               | 1 248       | 408                                     |
| Lao-tching | 乐亭县   | 487 416               | 1 418       | 344                                     |
| Čchien-si | 迁西县   | 365 615               | 1 450       | 252                                     |
| Jü-tchien | 玉田县   | 664 906               | 1 168       | 569                                     |
| |          |                       |             |                                         |
| Celkem | Celkem   | 7 717 983             | 13 994      | 552                                     |

## Partnerská města
- Cedar Rapids, Iowa, Spojené státy americké (18. červen 1996)
- Lincoln, Spojené království (22. říjen 1992)
- Malmö, Švédsko (18. září 1987)
- Sakata, Japonsko (26. červenec 1990)

## Slavné osobnosti
- Cchao Süe-čchin (1715–1763) – čínský spisovatel z dynastie Čching
- Li Ta-čao (1888–1927) – čínský intelektuál a jeden z prvních komunistů v Číně
- Liou Wen-ťin (1937–2013) – čínský skladatel čínské klasické huidby
- Ťiang Wen (* 1963) – čínský režisér, herec a scenárista